# Caerketton Hill
Der Caerketton Hill ist ein Hügel in den Pentland Hills. Die 478 m hohe Erhebung liegt am Nordostende der rund 25 km langen Hügelkette auf der Grenze zwischen den schottischen Council Areas Edinburgh und Midlothian. Die nächstgelegenen Siedlungen sind das fünf Kilometer westlich gelegene Currie sowie das vier Kilometer östlich gelegene Loanhead. Die südlichen Stadtteile Edinburghs beginnen etwa zwei Kilometer nördlich. Die nächstgelegenen Hügel sind der Allermuir Hill im Westen und der Woodhouselee Hill im Süden. An der Südflanke entspringt der Boghall Burn, der über North Esk und Esk schließlich in den Firth of Forth entwässert.
Die Kuppe markiert ein rund 16 Meter durchmessender und 1,5 Meter hoher Cairn. Er wurde gestört und ist folglich nicht mehr im Originalzustand erhalten. Der Cairn ist als Scheduled Monument geschützt.

## Umgebung
An der Westflanke des Caerketton Hills wurde 1970 eine Pfeilspitze aus Feuerstein entdeckt. Das Exponat befindet sich in der Sammlung des National Museum of Antiquities of Scotland, welches dem Royal Museum angegliedert ist.
Auf einer knapp zehn Meter hohen felsigen Erhebung an der Ostflanke finden sich die Überreste eines Hillforts. Die in einer gut zu verteidigenden Position gelegene Anlage war von mindestens einer Mauer umfriedet. An der Westseite befand sich ein Wall. Das Fort ist als Scheduled Monument klassifiziert.
An der Nordflanke des Caerketton Hills wurde eine Trockenskiabfahrt installiert.

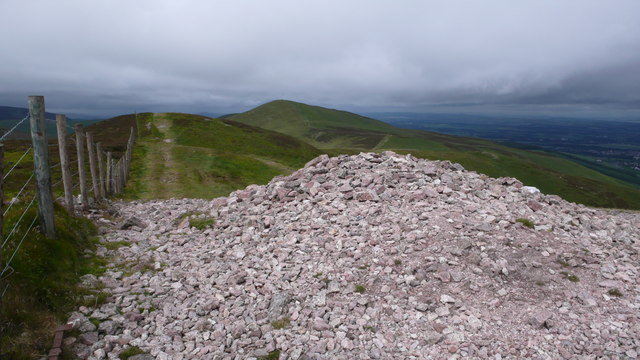
Cairn auf der Hügelkuppe
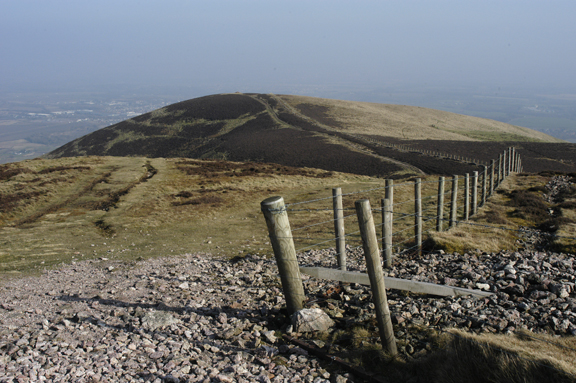
Historischer Grenzzaun zwischen Edinburghshire und Midlothian